# Desisa quadriplagiata
Desisa quadriplagiata là một loài bọ cánh cứng trong họ Cerambycidae.